# Lobodivșciîna, Lebedîn
Lobodivșciîna (în ucraineană Лободівщина) este un sat în comuna Vorojba din raionul Lebedîn, regiunea Sumî, Ucraina.

## Demografie
Componența lingvistică a localității Lobodivșciîna
     Ucraineană (97,37%)
     Rusă (2,63%)
Conform recensământului din 2001, majoritatea populației localității Lobodivșciîna era vorbitoare de ucraineană (97,37%), existând în minoritate și vorbitori de rusă (2,63%).